# I. Fruela asztúriai király

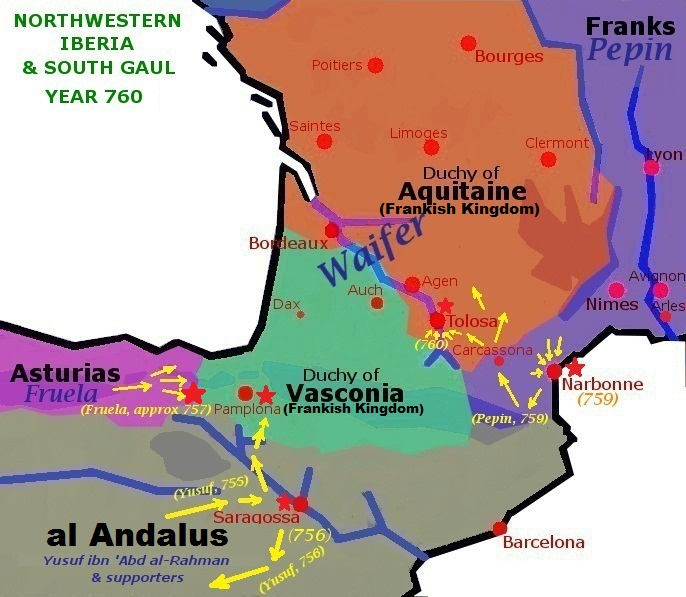
Baszkföldi hadjáratok 756–760

I. (Kegyetlen) Fruela (Asztúria, 722 –‎ Cangas de Onís, 768. január 14.) Asztúria királya volt 757-től 768-ig, a Kantábriai-házból származott.

## Élete
Apja, I. (Katolikus) Alfonz (693–757) asztúriai király, anyja, Ermesinda a legendás Pelayónak, Asztúria első királyának (718–737) a lánya. Fruela 760-ban legyőzött egy mór sereget, majd újabb területeket hódított meg Galiciában. Levert egy baszk felkelést, egyesek szerint ekkor kezdődött a napjainkig tartó spanyol–baszk konfliktus.
761-ben megalapította Oviedo városát.
Despotikus uralma megosztotta a nemességet; többen Fruela öccsét, Vímaranót kívánták ellenkirállyá tenni. 767-ben a király önkezével ölte meg öccsét, a következő évben azonban Vímarano hívei őt gyilkolták meg. Fruelát a nemesek annyira meggyűlölték, hogy utódául unokatestvérét – apja öccsének a fiát – Aureliót tették meg, és Fruela fia, II. (Tiszta, Szemérmes) Alfonz csak 791-ben léphetett trónra.

## Családja
Felesége Munia volt. Ismert fiuk II. (Tiszta, Szemérmes) Alfonz (* 759, ur. 791–842)